# Wolbrom (gmina)
Wolbrom est une gmina mixte du powiat de Olkusz, Petite-Pologne, dans le sud de Pologne. Son siège est la ville de Wolbrom, qui se situe environ 20 km au nord-est d'Olkusz et 40 km au nord de la capitale régionale Cracovie.
La gmina couvre une superficie de 150,82 km2 pour une population de 23 454 habitants.

## Géographie
Outre la ville de Wolbrom, la gmina inclut les villages de Boża Wola, Brzozówka, Budzyń, Chełm, Chrząstowice, Dłużec, Domaniewice, Gołaczewy, Jeżówka, Kaliś, Kąpiele Wielkie, Kąpiołki, Lgota Wielka, Lgota Wolbromska, Łobzów, Miechówka, Nowa Łąka, Okupniki, Podlesice Drugie, Poręba Dzierżna, Poręba Górna, Strzegowa, Sulisławice, Wierzchowisko, Wymysłów, Zabagnie, Załęże, Zarzecze et Zasępiec.
La gmina borde les gminy de Charsznica, Gołcza, Klucze, Olkusz, Pilica, Trzyciąż et Żarnowiec.